# 邁克·瓦爾坦
邁克·瓦爾坦（英語：Michael S. Vartan，1968年11月27日—）是一位出生在法國的美國演員。
邁克·瓦爾坦的父親Eddie Vartan出生在保加利亞，擁有亞美尼亞人血統、保加利亞血統和猶太血統。邁克·瓦爾坦的母親Doris Vartan是出生在波蘭的猶太人，後來成為美國公民。邁克·瓦爾坦的祖父有一半亞美尼亞人血統和一半保加利亞血統。邁克·瓦爾坦的祖母有猶太血統。
他最著名的作品包括在電視劇《特務A》中飾演Michael Vaughn角色。

## 外部連結
- 邁克·瓦爾坦在互联网电影资料库（IMDb）上的資料（英文）